# Кипар (тема)
Тема Кипар (грчки: θέμα Κύπρου) је била административна јединица (тема) Византијског царства на острву Кипар. 

## Историја
Тема Кипар је основана 960-тих година, након реокупације овог острва од стране византијске флоте. Око Кипра су се претходна три века бориле арапске и византијске флоте, те је острво више пута прелазило из руке у руку. На Кипру су у два наврата током 11. века подизане побуне против централне власти. Прву је 1042. године подигао стратег Теофил Ероктик, а другу Рапсомат 1092. године. Обе побуне завршене су неуспешно услед брзе интервенције царских снага. На крају 12. века поново се јављају сепаратистичке тенденције на острву. Исак Комнин Кипарски прогласио је себе "василевсом" (царем) 1185. године. Кипар је остао под његовом контролом све до 1191. године када га је, у склопу Трећег крсташког рата, освојио енглески краљ Ричард Лавље Срце из династије Плантагенета. Ричард је острво продао Темпларима. 